# Janko Tipsarević
Janko Tipsarević (serbisch-kyrillisch Јанко Типсаревић; * 22. Juni 1984 in Belgrad) ist ein ehemaliger serbischer Tennisspieler.

## Karriere

### Jugend
Er begann mit sechs Jahren mit dem Tennisspielen und trat mit acht Jahren dem New Belgrade Tennis Club bei, er hätte auch in Miami oder Barcelona trainieren können. 2001 gewann er die Junior Australian Open, erreichte das Viertelfinale bei den Junior French Open und beendete das Jahr auf Platz zwei der Junioren-Weltrangliste. Als Amateur gewann er außerdem das Future-Turnier in seiner Heimatstadt Belgrad.
Bereits im Jahr 2000 spielte er im Daviscup-Team (unter anderem mit Nenad Zimonjić). Das damals noch viertklassige Serbien schaffte mit seiner Hilfe und einem Sieg über Monaco die Rückkehr in die Drittklassigkeit. Er war der jüngste jugoslawische Daviscupspieler aller Zeiten (bis 2001 gab es noch ein Nationalteam Jugoslawien).

### 2002–2004
2002 wurde Tipsarević Profi, er gewann gleich zwei Future-Turniere in Mexiko. Im Jahr darauf gelang ihm in Zell am Harmersbach der erste Sieg auf Challenger-Ebene und in Torrance der erste Sieg gegen einen Top-100-Spieler. Er bezwang dort Dmitri Tursunov, der zu diesem Zeitpunkt die Nummer 91 der Tennis-Weltrangliste war.
2004 sollte dann der Durchbruch gelingen, aber nach einer Bilanz von 2:9 aus den ersten elf Challenger-Begegnungen flog er sogar aus den Top 200. Tipsarević fing sich wieder und konnte bis zum Ende des Jahres noch zwei Challenger-Turniere gewinnen. Mit dem Daviscup-Team feierte er zudem den Aufstieg in die zweithöchste Gruppe.

### 2005–2008
2005 versuchte er sich vermehrt bei ATP-Turnieren. Seine größten Erfolge waren der erstmalige Einzug in die Top 100 und das Erreichen der dritten Runde beim Grand-Slam-Turnier in Wimbledon. In den letzten 13 Spielen gab es allerdings nur noch zwei Siege. Am Jahresende war er nur noch die Nummer 140 der Welt.
Im folgenden Jahr gewann er vier Challenger-Titel und beendete das Jahr erstmals unter den Top 100 (Platz 65). Damit war er der zweitbeste Serbe hinter dem aufsteigenden Novak Đoković.
2007 verlief ähnlich, er gewann ein Challenger-Turnier in Zagreb und konnte sich erstmals in den Top 50 platzieren. Zu den Höhepunkten gehörten seine Auftritte in Wimbledon. Nach zwei Fünfsatzsiegen gegen Alexander Peya und Florent Serra traf er in der dritten Runde auf die damalige Nummer 6 der Weltrangliste, Fernando González, den er ebenfalls in fünf Sätzen besiegte. Tipsarević war der erste Spieler seit Jan Kodeš 1974, dem in Wimbledon drei Fünfsatzsiege in Folge gelangen. Im Achtelfinale verlor er gegen Juan Carlos Ferrero. Ein weiteres Ausrufezeichen war sein erstmaliger Einzug in das Halbfinale des ATP-Turniers von Moskau.
Gleich beim ersten Grand-Slam-Turnier des Jahres 2008 sorgte Tipsarević erneut für Aufsehen, als er sich in der dritten Runde gegen die damalige Nummer 1, Roger Federer, erst im fünften Satz 8:10 geschlagen geben musste. Die weitere Saison verlief weitgehend konstant, mit ein paar Ausreißern nach oben (unter anderem Viertelfinale in Miami und Achtelfinale in Wimbledon). Am Jahresende war Tipsarević erstmals unter den 50 Besten der Welt.

### 2009
Nach einer enttäuschenden Saison und dem Abrutschen bis auf Platz 79 spielte er wieder ein Challenger-Turnier in Mons. Dort gewann er ohne Satzverlust gegen durchaus starke Konkurrenz wie Alejandro Falla, Xavier Malisse oder Serhij Stachowskyj. Zwei Wochen nach diesem Turniersieg erreichte er in Moskau sein erstes Finale auf der ATP Tour, das er gegen seinen zeitweiligen Doppelpartner Michail Juschny knapp in drei Sätzen verlor. Beim Turnier in Valencia kam er abermals ins Halbfinale, unterlag dort aber Jürgen Melzer. Mit diesem „Schlussspurt“ landete er erneut unter den ersten 50 der Weltrangliste.
Auf der ATP Tour lief es bis Oktober nicht wirklich gut, doch dann feierte er mit dem serbischen Team einen historischen Sieg. Mit Tipsarević, Viktor Troicki, Nenad Zimonjić und Arsenije Zlatanović gewann Serbien erstmals den World Team Cup in Düsseldorf. Bei seinen Partien gegen Stanislaw Wowk, Francesco Piccari und Philipp Kohlschreiber blieb er ohne Satzverlust.

### 2010
Tipsarević pendelte in dieser Saison zwischen Platz 35 und 50, Highlights auf der Tour waren der Finaleinzug in ’s-Hertogenbosch und der Sieg gegen Andy Roddick in der zweiten Runde der US Open.
Besser verlief die Saison mit dem serbischen Team. Nach dem Überraschungserfolg beim World Team Cup im Vorjahr gewann man in diesem Jahr den Davis Cup. Besonders beim 3:2-Sieg gegen Tschechien im Halbfinale erwies sich Tipsarević als Matchwinner, indem er beide Einzel gegen Tomáš Berdych und Radek Štěpánek gewann. Beim Finale in Belgrad, bei dem laut Auskunft der Betreiber mehr als 100.000 Karten hätten verkauft werden können, wurde er allerdings nach seiner relativ klaren Niederlage gegen Gaël Monfils durch Viktor Troicki ersetzt, der schließlich den entscheidenden Punkt gegen Michaël Llodra holte.

### 2011
In diesem Jahr gelang Tipsarević der Durchbruch zur erweiterten Weltspitze. Er erreichte in Eastbourne wie auch in Delray Beach das Endspiel, hinzu kam das Viertelfinale beim Masters-Turnier in Miami und das Halbfinale in Montreal. Turniersiege in Kuala Lumpur und in Moskau brachten ihm mit Platz 9 seine bis dahin höchste Position in der Weltrangliste. Neben Đoković und Troicki ist Tipsarević damit der dritte Serbe unter den 20 besten Tennisspielern. Und schließlich besiegte er am Jahresende bei den World Tour Finals erstmals seinen Landsmann Novak Đoković.

### 2012
Beim ersten Turnier des Jahres in Chennai erreichte er das Finale, in dem er sich dem aufstrebenden Kanadier Milos Raonic am Ende in drei Sätzen geschlagen geben musste. Im Doppelfinale sicherte er sich mit seinem Partner Leander Paes den ersten Doppeltitel seiner Karriere. Bei den Australian Open schied er bereits in der dritten Runde gegen Richard Gasquet aus. Bei der folgenden Erstrundenbegegnung im Davis Cup hatte Tipsarević mit seinen beiden Einzelsiegen großen Anteil am Einzug ins Viertelfinale, wo das serbische Team gegen Tschechien mit 1:4 ausschied. Einen weiteren Erfolg konnte er beim Masters von Madrid feiern, wo er erst im Halbfinale von Roger Federer bezwungen wurde. Es war erst die zweite Halbfinalteilnahme bei einem Turnier der Masters-Serie. Eine Woche später schied er beim Masters von Rom nach einem Freilos bereits in der zweiten Runde gegen Stanislas Wawrinka aus. Darauf folgte beim World Team Cup der zweite Sieg für Serbien nach 2009. Mit einem Sieg über Philipp Kohlschreiber sicherte er seinem Land noch vor dem abschließenden Doppel den Titel. Bei den French Open und im Queen’s Club war jeweils im Achtelfinale Schluss. Für Wimbledon verlor er nach klaren Siegen über David Nalbandian und Ryan Sweeting seine Drittrundenpartie gegen Michail Juschny in vier Sätzen. Beim Sandplatzturnier von Stuttgart, wo er als topgesetzter Spieler ebenfalls zunächst ein Freilos hatte, stand er nach Siegen über Steve Darcis, Björn Phau und Thomaz Bellucci zum zweiten Mal in diesem Jahr in einem ATP-Finale. Dort besiegte er den an Nummer zwei gesetzten Argentinier Juan Mónaco mit 6:4, 5:7 und 6:3. Für Tipsarevic war es die erste Finalteilnahme bei einem Sandplatzturnier. Eine Woche später stand er bereits wieder in einem Finale auf Sand, in Gstaad unterlag er dem Brasilianer Thomaz Bellucci in drei Sätzen.

### 2013
Beim ersten Turnier des Jahres stand er in Chennai wie bereits im Vorjahr im Finale, er besiegte den Spanier Roberto Bautista Agut in drei Sätzen. Bei den Australian Open erreichte er das Achtelfinale, in dem er im zweiten Satz gegen Nicolás Almagro beim Stande von 2:6 und 1:5 aufgab. Bei seinen nächsten vier Turnieren kam Tipsarević nie über die erste Runde hinaus, er verlor sämtliche Auftaktpartien gegen schlechter platzierte Spieler. Erst beim Miami Masters im März fand er wieder zu Siegen zurück, scheiterte erst im Achtelfinale in drei Sätzen an Gilles Simon. In den restlichen 17 Turnieren, die er in dem Jahr noch spielte, konnte er noch 10 Siege feiern. Beim letzten Turnier in Valencia im Oktober 2013 verletzte er sich am Knie. Das Jahr beendete er schließlich auf Position 53 der Weltrangliste.

### 2014–2019
Tipsarević bestritt im Jahr 2014 kein einziges Profimatch. Er wurde in der Doppelweltrangliste seit März 2014 und in der Einzelweltrangliste seit Ende Oktober 2014 nicht mehr geführt. Im Jahr darauf bestritt er neun Turniere, bei denen er vereinzelt in der ersten Runde Siege erzielte. 2016 gewann er das Challenger-Turnier in Qingdao und schloss das Jahr auf Rang 144 der Weltrangliste im Einzel ab. Die Saison 2017 verlief nochmals erfolgreicher, in der Weltrangliste platzierte er sich zwischenzeitlich auf Platz 55. Dabei gewann er Einzeltitel auf der Challenger Tour in Bangkok, nochmals Bangkok, Qingdao und Anning. 2018 fiel er im Einzel wieder aus der Rangliste heraus, da er an keinem einzigen Turnier teilnahm. Sein Comeback gab er erst wieder bei den Australian Open 2019.
Nach der Davis-Cup-Finalrunde in Madrid im November 2019 beendete er seine Karriere.

## Persönliches
Sein Vater Pavle ist Professor, seine Mutter Vesna Hausfrau. Er hat einen jüngeren Bruder namens Veljko. Janko Tipsarević ist der internationalen Presse auch für seine Liebe zur klassischen Literatur bekannt. Er hat sich das Zitat „Beauty will save the world“ aus Der Idiot von Dostojewski in japanischen Schriftzeichen auf seinen linken Unterarm tätowieren lassen. Im März 2009 kündigte er jedoch an, nicht mehr so viel lesen zu wollen, da es ihn in seiner Konzentration beeinträchtige. Im Jahr 2006 schloss er erfolgreich ein Sportmanagement-Studium an der Universität Belgrad ab.
Janko Tipsarević ist seit dem 4. Juli 2010 mit Biljana Šešević verheiratet. Das Paar hat seit 2014 eine Tochter.

## Erfolge
| Legende (Anzahl der Siege)  |
| Grand Slam                  |
| ATP World Tour Finals       |
| ATP World Tour Masters 1000 |
| ATP World Tour 500          |
| ATP World Tour 250 (5)      |
| ATP Challenger Tour (19)    |

| ATP-Titel nach Belag |
| Hartplatz (4)        |
| Sand (1)             |
| Rasen (0)            |

### Einzel

#### Turniersiege

##### ATP World Tour
| Nr. | Datum            | Turnier      | Belag         | Finalgegner           | Ergebnis      |
| --- | ---------------- | ------------ | ------------- | --------------------- | ------------- |
| 1.  | 2. Oktober 2011  | Kuala Lumpur | Hartplatz (i) | Marcos Baghdatis      | 6:4, 7:5      |
| 2.  | 23. Oktober 2011 | Moskau       | Hartplatz (i) | Viktor Troicki        | 6:4, 6:2      |
| 3.  | 15. Juli 2012    | Stuttgart    | Sand          | Juan Mónaco           | 6:4, 5:7, 6:3 |
| 4.  | 6. Januar 2013   | Chennai      | Hartplatz     | Roberto Bautista Agut | 3:6, 6:1, 6:3 |

##### ATP Challenger Tour
| Nr. | Datum            | Turnier             | Belag         | Finalgegner            | Ergebnis         |
| --- | ---------------- | ------------------- | ------------- | ---------------------- | ---------------- |
| 1.  | 6. Juli 2003     | Zell am Harmersbach | Sand          | Jan Frode Andersen     | 7:61, 5:7, 6:4   |
| 2.  | 26. Oktober 2003 | Torrance            | Hartplatz     | Zack Fleishman         | 6:4, 6:4         |
| 3.  | 9. Mai 2004      | Ostrava             | Sand          | Peter Luczak           | 6:3, 7:65        |
| 4.  | 1. August 2004   | Belo Horizonte      | Hartplatz     | Ricardo Mello          | 6:4, 5:7, 6:4    |
| 5.  | 19. Februar 2006 | Belgrad             | Teppich (i)   | Tomáš Cakl             | 6:1, 4:1 Aufgabe |
| 6.  | 19. August 2006  | Samarqand           | Sand          | Édouard Roger-Vasselin | 6:3, 6:2         |
| 7.  | 26. August 2006  | Buxoro              | Hartplatz     | Rohan Bopanna          | 6:2, 6:4         |
| 8.  | 8. Oktober 2006  | Mons (1)            | Hartplatz (i) | Alex Bogdanovic        | 6:4, 1:6, 6:2    |
| 9.  | 20. Mai 2007     | Zagreb              | Sand          | Júlio Silva            | 3:6, 6:3, 6:3    |
| 10. | 11. Oktober 2009 | Mons (2)            | Hartplatz (i) | Serhij Stachowskyj     | 7:64, 6:3        |
| 11. | 14. August 2016  | Qingdao (1)         | Sand          | Rubén Ramírez Hidalgo  | 1:6, 7:5, 6:1    |
| 12. | 8. Januar 2017   | Bangkok             | Hartplatz     | Blaž Kavčič            | 6:3, 7:61        |
| 13. | 14. Januar 2017  | Bangkok             | Hartplatz     | Li Zhe                 | 6:2, 6:3         |
| 14. | 23. April 2017   | Qingdao (2)         | Sand          | Oscar Otte             | 6:3, 7:69        |
| 15. | 30. April 2017   | Anning              | Sand          | Quentin Halys          | 6:75, 6:3, 6:4   |

#### Finalteilnahmen
| Nr. | Datum            | Turnier          | Belag         | Finalgegner           | Ergebnis               |
| --- | ---------------- | ---------------- | ------------- | --------------------- | ---------------------- |
| 1.  | 25. Oktober 2009 | Moskau           | Hartplatz (i) | Michail Juschny       | 7:65, 0:6, 4:6         |
| 2.  | 19. Juni 2010    | ’s-Hertogenbosch | Rasen         | Serhij Stachowskyj    | 3:6, 0:6               |
| 3.  | 27. Februar 2011 | Delray Beach     | Hartplatz     | Juan Martín del Potro | 4:6, 4:6               |
| 4.  | 18. Juni 2011    | Eastbourne       | Rasen         | Andreas Seppi         | 6:75, 6:3, 3:5 Aufgabe |
| 5.  | 30. Oktober 2011 | St. Petersburg   | Hartplatz (i) | Marin Čilić           | 3:6, 6:3, 2:6          |
| 6.  | 8. Januar 2012   | Chennai          | Hartplatz     | Milos Raonic          | 7:64, 6:74, 6:74       |
| 7.  | 22. Juli 2012    | Gstaad           | Sand          | Thomaz Bellucci       | 7:66, 4:6, 2:6         |

### Doppel

#### Turniersiege

##### ATP World Tour
| Nr. | Datum          | Turnier | Belag     | Partner      | Finalgegner              | Ergebnis |
| --- | -------------- | ------- | --------- | ------------ | ------------------------ | -------- |
| 1.  | 8. Januar 2012 | Chennai | Hartplatz | Leander Paes | Jonathan Erlich Andy Ram | 6:4, 6:4 |

##### ATP Challenger Tour
| Nr. | Datum         | Turnier | Belag     | Partner       | Finalgegner                   | Ergebnis      |
| --- | ------------- | ------- | --------- | ------------- | ----------------------------- | ------------- |
| 1.  | 6. Juni 2004  | Fürth   | Sand      | Adrián García | Simon Aspelin Graydon Oliver  | 6:4, 6:4      |
| 2.  | 13. Juni 2004 | Weiden  | Sand      | Lovro Zovko   | Mariano Delfino Patricio Rudi | 6:4, 7:66     |
| 3.  | 3. April 2005 | Neapel  | Sand      | Jiří Vaněk    | Massimo Bertolini Uros Vico   | 3:6, 6:4, 6:2 |
| 4.  | 24. März 2008 | Sunrise | Hartplatz | Dušan Vemić   | Kristof Vliegen Peter Wessels | 6:2, 7:65     |

#### Finalteilnahmen
| Nr. | Datum            | Turnier | Belag         | Partner        | Finalgegner                        | Ergebnis  |
| --- | ---------------- | ------- | ------------- | -------------- | ---------------------------------- | --------- |
| 1.  | 10. Januar 2010  | Chennai | Hartplatz (i) | Lu Yen-hsun    | Marcel Granollers Santiago Ventura | 5:7, 2:6  |
| 2.  | 24. Oktober 2010 | Moskau  | Hartplatz (i) | Viktor Troicki | Dmitri Tursunow Igor Kunizyn       | 6:78, 3:6 |
| 3.  | 20. Mai 2012     | Rom     | Sand          | Łukasz Kubot   | Marcel Granollers Marc López       | 3:6, 2:6  |

## Statistik

### Einzel
| Turnier                      | 2019              | 2018              | 2017              | 2016              | 2015              | 2014              | 2013              | 2012              | 2011              | 2010              | 2009              | 2008              | 2007              | 2006              | 2005              | 2004              | 2003              | 2002              | 2001              | 2000              | Gesamt  |
| ---------------------------- | ----------------- | ----------------- | ----------------- | ----------------- | ----------------- | ----------------- | ----------------- | ----------------- | ----------------- | ----------------- | ----------------- | ----------------- | ----------------- | ----------------- | ----------------- | ----------------- | ----------------- | ----------------- | ----------------- | ----------------- | ------- |
| Australian Open              | 1R                | –                 | –                 | –                 | –                 | –                 | AF                | 3R                | 2R                | 2R                | 2R                | 3R                | 1R                | 2R                | 2R                | –                 | –                 | –                 | –                 | –                 | AF      |
| French Open                  | 2R                | –                 | 1R                | 1R                | –                 | –                 | 3R                | AF                | 3R                | 1R                | 3R                | 1R                | 3R                | 1R                | 2R                | 1R                | –                 | –                 | –                 | –                 | AF      |
| Wimbledon                    | 1R                | –                 | 1R                | 1R                | 1R                | –                 | 1R                | 3R                | 1R                | 1R                | 2R                | AF                | AF                | 1R                | 3R                | 1R                | –                 | –                 | –                 | –                 | AF      |
| US Open                      | 1R                | –                 | 2R                | 2R                | 1R                | –                 | AF                | VF                | VF                | 3R                | 1R                | 1R                | 2R                | –                 | 1R                | 1R                | 1R                | –                 | –                 | –                 | VF      |
| ATP Finals                   | –                 | –                 | –                 | –                 | –                 | –                 | –                 | RR                | RR                | –                 | –                 | –                 | –                 | –                 | –                 | –                 | –                 | –                 | –                 | –                 | RR      |
| Indian Wells Masters         | –                 | –                 | –                 | –                 | –                 | –                 | 2R                | 3R                | 2R                | 2R                | 1R                | 1R                | 3R                | 2R                | –                 | –                 | –                 | –                 | –                 | –                 | 3R      |
| Miami Masters                | 2R                | –                 | –                 | –                 | –                 | –                 | AF                | VF                | AF                | 2R                | 3R                | VF                | 2R                | –                 | –                 | –                 | –                 | –                 | –                 | –                 | VF      |
| Monte Carlo Masters          | –                 | –                 | –                 | –                 | –                 | –                 | 2R                | AF                | 1R                | –                 | 2R                | 3R                | –                 | –                 | –                 | –                 | –                 | –                 | –                 | –                 | AF      |
| Madrid Masters               | –                 | –                 | –                 | –                 | 2Q                | –                 | 1R                | HF                | –                 | –                 | 1R                | –                 | –                 | –                 | –                 | –                 | –                 | –                 | n. a.             | n. a.             | HF      |
| Rom Masters                  | –                 | –                 | –                 | –                 | –                 | –                 | –                 | 2R                | –                 | 1R                | 2R                | 1R                | –                 | –                 | –                 | –                 | –                 | –                 | –                 | –                 | 2R      |
| Hamburg Masters1             | nicht ausgetragen | nicht ausgetragen | nicht ausgetragen | nicht ausgetragen | nicht ausgetragen | nicht ausgetragen | nicht ausgetragen | nicht ausgetragen | nicht ausgetragen | nicht ausgetragen | nicht ausgetragen | AF                | –                 | –                 | –                 | –                 | –                 | –                 | –                 | –                 | AF      |
| Kanada Masters               | –                 | –                 | –                 | –                 | –                 | –                 | 1R                | HF                | HF                | 1R                | –                 | 1R                | –                 | –                 | –                 | –                 | –                 | –                 | –                 | –                 | HF      |
| Cincinnati Masters           | –                 | –                 | 2R                | –                 | –                 | –                 | 2R                | 2R                | 2R                | –                 | –                 | 1R                | –                 | –                 | –                 | –                 | –                 | –                 | –                 | –                 | 2R      |
| Shanghai Masters             | –                 | –                 | –                 | 2R                | –                 | –                 | 1R                | AF                | 1R                | 2R                | –                 | nicht ausgetragen | nicht ausgetragen | nicht ausgetragen | nicht ausgetragen | nicht ausgetragen | nicht ausgetragen | nicht ausgetragen | nicht ausgetragen | nicht ausgetragen | AF      |
| Stuttgart Masters3           | nicht ausgetragen | nicht ausgetragen | nicht ausgetragen | nicht ausgetragen | nicht ausgetragen | nicht ausgetragen | nicht ausgetragen | nicht ausgetragen | nicht ausgetragen | nicht ausgetragen | nicht ausgetragen | nicht ausgetragen | nicht ausgetragen | nicht ausgetragen | nicht ausgetragen | nicht ausgetragen | nicht ausgetragen | nicht ausgetragen | –                 | –                 | 0       |
| Paris Masters                | –                 | –                 | –                 | –                 | –                 | –                 | –                 | VF                | AF                | –                 | –                 | 1R                | 2R                | 1R                | –                 | –                 | –                 | –                 | –                 | –                 | VF      |
| Olympische Spiele            | nicht ausgetragen | nicht ausgetragen | nicht ausgetragen | –                 | nicht ausgetragen | nicht ausgetragen | nicht ausgetragen | AF                | nicht ausgetragen | nicht ausgetragen | nicht ausgetragen | 2R                | nicht ausgetragen | nicht ausgetragen | nicht ausgetragen | –                 | nicht ausgetragen | nicht ausgetragen | nicht ausgetragen | –                 | 0       |
| Davis Cup                    | VF                | –                 | –                 | VF                | –                 | –                 | F                 | VF                | HF                | S                 | PO                | PO                | PO                | PO                | K1                | K2                | K2                | K2                | K2                | K3                | 1       |
| Turnierteilnahmen4           | 11                | 0                 | 12                | 10                | 7                 | 0                 | 24                | 26                | 26                | 22                | 23                | 22                | 21                | 17                | 15                | 7                 | 2                 | 0                 | 0                 | 0                 | 245     |
| Erreichte Finals             | 0                 | 0                 | 0                 | 0                 | 0                 | 0                 | 1                 | 3                 | 5                 | 1                 | 1                 | 0                 | 0                 | 0                 | 0                 | 0                 | 0                 | 0                 | 0                 | 0                 | 11      |
| Gewonnene Einzel-Titel       | 0                 | 0                 | 0                 | 0                 | 0                 | 0                 | 1                 | 1                 | 2                 | 0                 | 0                 | 0                 | 0                 | 0                 | 0                 | 0                 | 0                 | 0                 | 0                 | 0                 | 4       |
| Hartplatz-Siege/-Niederlagen | 3:6               | 0:0               | 1:3               | 6:6               | 0:2               | 0:0               | 15:15             | 31:18             | 42:19             | 21:18             | 18:12             | 17:14             | 8:12              | 5:9               | 2:5               | 2:5               | 1:2               | 1:1               | 0:0               | 0:0               | 173:147 |
| Sand-Siege/-Niederlagen      | 3:3               | 0:0               | 2:5               | 1:3               | 3:4               | 0:0               | 5:8               | 21:7              | 6:4               | 0:2               | 9:10              | 4:5               | 3:5               | 0:4               | 7:6               | 1:1               | 3:1               | 0:0               | 2:0               | 0:0               | 70:68   |
| Rasen-Siege/-Niederlagen     | 1:2               | 0:0               | 2:4               | 1:2               | 0:1               | 0:0               | 0:1               | 5:3               | 6:3               | 4:3               | 3:3               | 5:2               | 6:3               | 3:3               | 2:3               | 0:1               | 0:0               | 0:0               | 0:0               | 0:0               | 38:34   |
| Teppich-Siege/-Niederlagen   | nicht genutzt     | nicht genutzt     | nicht genutzt     | nicht genutzt     | nicht genutzt     | nicht genutzt     | nicht genutzt     | nicht genutzt     | nicht genutzt     | nicht genutzt     | nicht genutzt     | 0:0               | 2:2               | 2:4               | 0:1               | 0:2               | 1:1               | 0:0               | 0:0               | 0:0               | 7:8     |
| Gesamt-Siege/-Niederlagen4   | 7:11              | 0:0               | 5:12              | 8:11              | 3:7               | 0:0               | 20:24             | 57:28             | 54:26             | 25:23             | 30:25             | 26:21             | 19:22             | 10:20             | 11:15             | 5:7               | 5:4               | 1:1               | 2:0               | 0:0               | 288:257 |
| Jahresendposition            | 219               | –                 | 107               | 145               | 410               | N/A               | 36                | 9                 | 9                 | 49                | 38                | 49                | 52                | 64                | 138               | 116               | 141               | 203               | 636               | 1082              | N/A     |

Zeichenerklärung: S = Turniersieg; F, HF, VF, AF = Einzug ins Finale / Halbfinale / Viertelfinale / Achtelfinale; 1R, 2R, 3R = Ausscheiden in der 1. / 2. / 3. Hauptrunde; RR = Round Robin (Gruppenphase);
PO = Playoff (Auf- und Abstiegsrunde in der Davis-Cup-Weltgruppe); n. a. = Turnier wurde in dem Jahr nicht ausgetragen
1 Das Turnier von Hamburg ist seit 2009 nicht mehr Teil der Masters-Serie.

2 Das Turnier von Stockholm fand nur von 1990 bis 1995 als Masters-Turnier statt

3 Das Turnier von Stuttgart fand 1995 einmal in Essen statt und war davor nicht Teil der Masters-Serie

4 Hier gelten nur – wie auch bei bei Finalteilnahmen und gewonnenen Titeln – Turniere der ATP Tour sowie die vier Grand-Slam-Turniere und die ATP Finals; d. h. keine Challenger- und Future-Turniere oder Mannschaftswettbewerbe (Davis Cup oder World Team Cup).
4 Letztere zählen jedoch in den Sieg/Niederlagen-Statistiken rein. Kurzfristige Rücktritte vom Match zählen weder zu den Turnierteilnahmen (wenn in der ersten Runde) noch zur Siegesbilanz.